# Laçın Vəliyev
Laçın Pənah oğlu Vəliyev (ur. 4 lutego 2002) – azerski zapaśnik walczący w stylu klasycznym. 
Srebrny medalista MŚ wojskowych w 2023.
Trzeci na ME U-23 w 2022 i 2024. Mistrz Europy juniorów i trzeci na MŚ w 2022. Mistrz świata kadetów w 2019. Drugi na ME kadetów w 2019 i trzeci w 2018 roku.